# يوليا ليفتشينكو
يوليا أندرييفنا ليفتشينكو (الأوكرانية:Юлія Андріївна Левченко، من مواليد 28 نوفمبر 1997) لاعبة قفز عالي أوكرانية، صاحبة الميدالية الذهبية في بطولة أوروبا تحت 23 سنة 2017 وحصلت على الميدالية الفضية في بطولة العالم 2017، في نفس العام حصلت أيضًا على لقب النجمة الصاعدة لألعاب القوى في أوروبا لهذا العام.
نافست ليفتشينكو في دورة الألعاب الأولمبية الصيفية 2020 واحتلت المركز الثامن أفضل رقم شخصي حققته في الوثب العالي هو 2.02 متر في الهواء الطلق عام 2019 و ورقم 2.00 متر في داخل الصالات عام 2019. 

## روابط خارجية
- يوليا ليفتشينكو على موقع الاتحاد الدولي لألعاب القوى (الإنجليزية)
- يوليا ليفتشينكو على موقع الدوري الماسي (الإنجليزية)
- يوليا ليفتشينكو على موقع اللجنة الأولمبية الدولية (الإنجليزية)
- يوليا ليفتشينكو على موقع أوليمبيديا (الإنجليزية)